# 월요일
| 요일   | 요일   | 요일   | 요일   | 요일   | 요일   | 요일   |
| ------ | ------ | ------ | ------ | ------ | ------ | ------ |
| 월요일 | 화요일 | 수요일 | 목요일 | 금요일 | 토요일 | 일요일 |

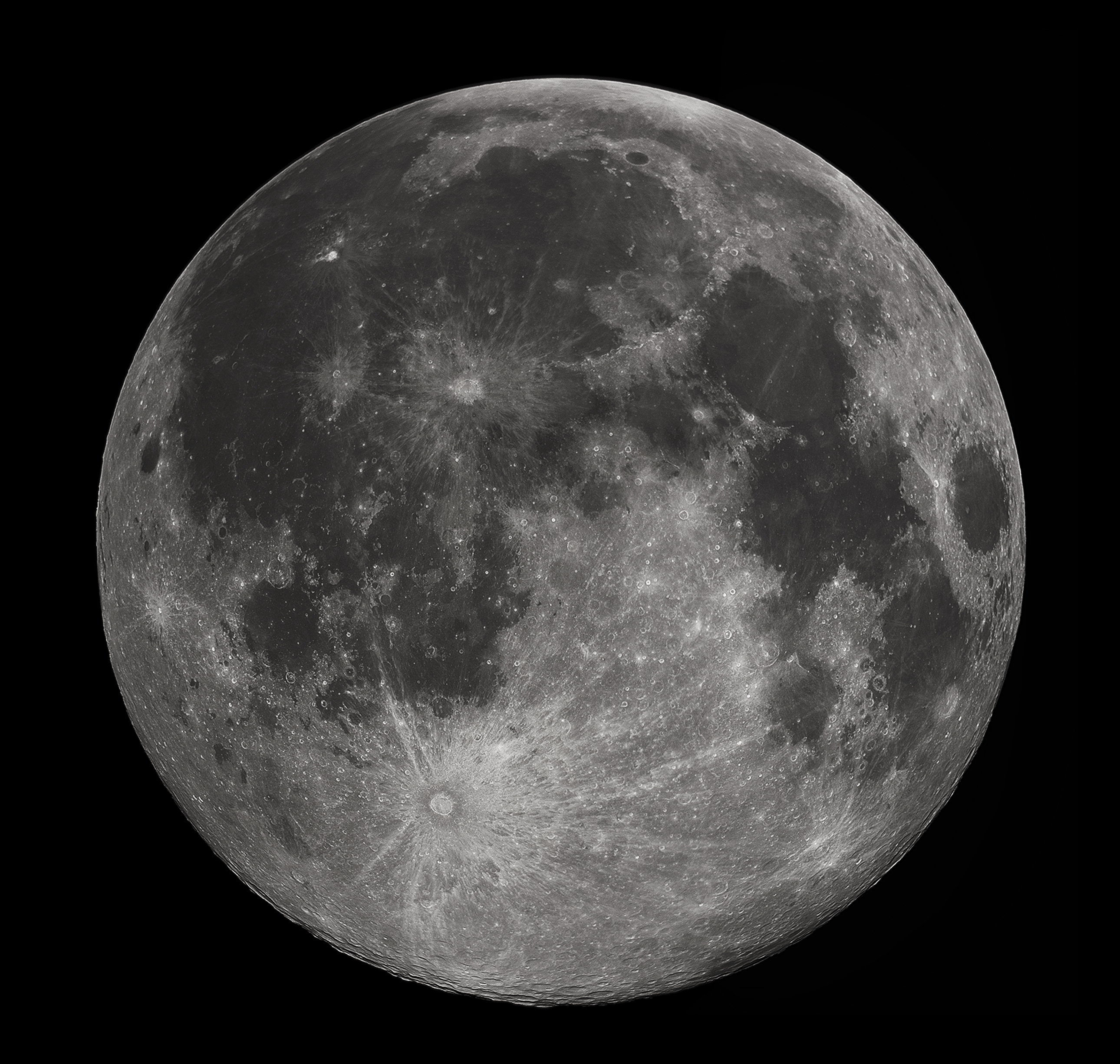
달의 모습.

월요일(月曜日, Monday)은 요일 중의 하나로, 일요일 뒤의 날, 화요일 앞의 날이다. 월요일을 우선으로 하는 국가에서는 ISO 8601의 권고에 따라 한 주가 시작하는 날이다. 일요일을 우선으로 하는 국가에서는 한 주의 두 번째 날이다. 대한민국에서는 한자인 달 월(月)을 따서 월요일이라고 부르는데, 영어권에서도 마찬가지로 Moon을 따서 Monday라고 부른다.
전통적 기독교 달력에서는 일요일을 기준으로 한 주의 둘째 날로 보는데, 그러한 영향으로 미국, 일본, 캐나다, 대한민국 등의 일부 국가들은 한 주의 시작을 일요일로 간주하고 있다. 반면 영국 등은 한 주의 시작을 월요일로 간주한다.

## 나라별 요일

### 대한민국
- 대한민국의 많은 학교가 이 날에 학생 조회를 실시한다. 대체로 정규 수업이 시작되기 전에 실시된다. 그 이유는 한 주가 시작되는 날이기 때문이다.
- 일요일에 개관하는 도서관, 박물관, 미술관, 극장 등은 대체로 월요일에 휴관한다. 지금은 화요일이나 수요일로 이동하여 줄어들고 있다.
- 대한민국에서는 프로 축구, 프로 농구, 프로 배구의 경기가 월요일에 열린다.
- 대한민국에서 프로 야구 경기는 대부분 월요일에는 열리지 않는다. 위에 설명한 3개의 리그 경기가 대부분 월요일에 열리기 때문에 프로야구 경기는 이날 하루 쉬는 대신에 구단별로 훈련을 한다.

### 중국
- 중국에서는 월요일을 한 주의 첫째 날이라는 의미로 '星期一'라고 한다. 또한 《월》을 月라고도 한다.

### 미국
- 미국에는 일본의 해피 먼데이 제도처럼 월요일 공휴일 법이 있어서 몇몇 공휴일을 월요일로 옮겼다.

### 일본
- 대체휴일제도가 있어서 일본의 공휴일 중 일부 법정공휴일이 일요일과 중복될 경우 월요일로 이월되며, 여러 기념일들이 연속적으로 중복되면 화요일이 공휴일로 지정되는 경우도 간혹 있다.[4]

## 같이 보기
- 월요병
- 월요일로 시작하는 평년
- 월요일로 시작하는 윤년
- 고기 없는 월요일
- 월요일 공휴일 법